# 长尾乌饭
长尾乌饭（学名：Vaccinium longicaudatum）为杜鹃花科越桔属下的一个种。

## 扩展阅读
- 維基物種上的相關：长尾乌饭